# لويس ديفيز
لويس ديفيز (بالإنجليزية: Lewis Davies)‏ (و. 1863 – 1951 م) هو كاتب للأطفال من المملكة المتحدة، وويلز، والمملكة المتحدة لبريطانيا العظمى وأيرلندا، توفي في ويلز، عن عمر يناهز 88 عاماً.